# Horta-Guinardó
Horta-Guinardó är ett av Barcelonas tio administrativa distrikt. Officiellt är det distrikt 7 och uppdelat i elva delområden (barris, stadsdelar).
Horta-Guinardó är Barcelonas mest bergiga stadsdel med en mycket varierande topografi. Det sträcker sig från det längsgående bergsmassivet Serra de Collserola ner till centrala Eixample. Sammanlagt omges Horta-Guinardó av sex andra stadsdistrikt i Barcelona samt i norr tre angränsande kommuner.
I området la Vall d'Hebron ligger Barcelonas största sjukhus. Inom distriktet finns också parken Parc del Laberint d'Horta.

## Delområden
Följande elva stadsdelar bildar tillsammans distriktet Horta-Guinardó:
- Can Baró
- El Baix Guinardó
- El Carmel
- El Guinardó
- Horta
- La Clota
- La Font d'en Fargues
- La Teixonera
- La Vall d'Hebron
- Montbau
- Sant Genís dels Agudells